# Albrecht von Ramstein
Albrecht von Ramstein († 26. November 1294) war Abt des Klosters Reichenau von 1259 bis 1294.
Albrecht von Ramstein, Mitglied der Adelsfamilie der Herren von Ramstein, war zunächst im Kloster St. Gallen Propst und Pförtner, bis er – nicht zuletzt mit Unterstützung seines Verwandten und St. Galler Abts Berchtold von Falkenstein (1244–1272) – zum Reichenauer Abt 1259 gewählt wurde, wo er sich gegen den Widerstand des Konstanzer Bischofs Eberhard II. (1248–1274) durchsetzte und von Papst Alexander IV. (1254–1261) bestätigt wurde. Albrecht gelang die weitgehende Festigung des Reichenauer Grund- und Lehnsbesitzes, gerade auch gegenüber den Ansprüchen und dem Ausgreifen des Deutschen Ordens (Ordenskommende Mainau). In diesen Zusammenhang gehört vielleicht die Verleihung des Reichenauer Ortes Mariazell an die weltlichen Ramsteiner; Mariazell fiel 1275/1288 an die Herren von Falkenstein und war auch ein wichtiger Bestandteil der Herrschaft Schramberg.
Im Zuge der adligen Familienbindungen unterstützte der Reichenauer Abt seinen Verwandten Rumo von Ramstein, der in der mittelbaren Nachfolge Bertholds Abt von St. Gallen war (1274–1281). 1285 lehnte Albrecht das Amt eines Koadjutors im 1134 gegründeten Zisterzienserkloster Salem ab. 
Albrecht von Ramstein galt 1282 neben dem späteren Diethelm von Castell als Bauherr des unmittelbar am Bodensee in Steckborn gelegenen Turmhof.
Albrecht von Ramstein starb am 26. November 1294.